# Astley Baker Davies
Astley Baker Davies è uno studio d'animazione britannico fondato nel 1994 e tuttora diretto da Neville Astley, Mark Baker e Phil Davies. La società ha sede a Londra ed è famosa per aver prodotto alcune serie, talvolta di successo internazionale, fra cui Il piccolo regno di Ben e Holly,Peppa Pig e The big knights
Nel 2015 l'azienda è diventata una società controllata di Entertainment One.
Il 16 marzo 2021, è stato annunciato che Entertainment One ha rinnovato Peppa Pig fino al 2027 e, dopo 19 anni, i creatori originali hanno rinunciato alla produzione e la società ha affidato lo show alla casa di produzione britannica Karrot Animation, che produrrà nuovi episodi che saranno trasmessi in tutto il mondo fino al 2027.

## Produzioni
- The big Knights   (1999-2000)
- Peppa Pig (2004-in corso)
- Il piccolo regno di Ben e Holly (2009-2013)